# The Way Back
The Way Back é um filme de drama americano de 2010, dirigido por Peter Weir, a partir do roteiro do próprio Weir junto com Keith Clarke, inspirado no livro The Long Walk (1955) de Sławomir Rawicz, um polonês que foi feito prisioneiro de guerra pelos Russos em 1941 e mandado para um gulag na Sibéria. Tem como estrelas Jim Sturgess, Colin Farrell, Ed Harris, Saoirse Ronan, e Mark Strong, sendo indicado para o Academy Award por Melhor Maquiagem. Foi filmado na Bulgária, Marrocos, e na Índia, e fala sobre um grupo de prisioneiros que planeja uma fuga de um gulag da Sibéria em 1941, caminhando 4.000 milhas (6437,38 km) até chegar à Índia.

## História

### Antecedentes
O filme é vagamente baseado nas memórias de The Long Walk (1956), Sławomir Rawicz que descrevem sua suposta fuga de um gulag siberiano e subsequente caminhada de 4.000 milhas para a liberdade no Nepal. O livro vendeu mais de 500.000 cópias e é creditado com a inspiração de muitos exploradores. Em 2006, a BBC desenterrou registros (incluindo alguns escritos pelo próprio Rawicz) que mostraram que, em vez de ter escapado do gulag, ele havia sido de fato liberado pela URSS em 1942. Em maio de 2009, Witold Gliński, um veterano polonês da Segunda Guerra Mundial que vivia no Reino Unido, alegou que a base da história de Rawicz era verdadeira, mas na verdade era um relato do que havia acontecido. ele, não Rawicz. As alegações de Glinski também foram seriamente questionadas. Além disso, em 1942, um grupo de fugitivos do Gulag da Sibéria teria caminhado para o Nepal. No entanto, isso também é suspeito. No entanto, existem evidências circunstanciais de que algum tipo de jornada para a liberdade ocorreu, através da rota descrita no livro e no filme. O capitão Rupert Mayne, oficial de inteligência britânico de Calcutá em 1942, entrevistou três homens emaciados, que alegavam ter escapado da Sibéria. Mayne sempre acreditou que a história deles era a mesma de The Long Walk. Portanto, permanece a possibilidade de que alguém - mesmo que não Rawicz - tenha conseguido esse feito extraordinário. Embora o diretor Peter Weir continue afirmando que a chamada longa caminhada aconteceu, ele próprio agora descreve 'O Caminho de Volta' como "essencialmente um filme de ficção".

## Elenco
- Jim Sturgess como Janusz
- Colin Farrell como Valka
- Ed Harris como Mr. Smith, um prisioneiro americano.
- Saoirse Ronan como Irena, uma órfã adolescente polonesa.
- Mark Strong como Khabarov
- Dragoş Bucur como Zoran
- Gustaf Skarsgård como Voss